# Petrolia (Pensilvania)
Petrolia es un borough ubicado en el condado de Butler en el estado estadounidense de Pensilvania. En el año 2000 tenía una población de 218 habitantes y una densidad poblacional de 210 personas por km².

## Geografía
Petrolia se encuentra ubicado en las coordenadas 41°1′5″N 79°43′6″O / 41.01806, -79.71833.

## Demografía
Según la Oficina del Censo en 2000 los ingresos medios por hogar en la localidad eran de $29,821 y los ingresos medios por familia eran $37,708. Los hombres tenían unos ingresos medios de $31,875 frente a los $23,750 para las mujeres. La renta per cápita para la localidad era de $17,358. Alrededor del 14.5% de la población estaba por debajo del umbral de pobreza.